# Българска Блаца
 Тази статия е за костурското село.  За кайлярското вижте Влашка Блаца.  За други значения на Оксия вижте Оксия.
Българска Блаца (понякога Бугарска Блаца, Бугарско Блаце или книжовно Българско блато, на гръцки: Οξυά, Оксия, до 1927 година Μπλάτση, Блаци, Βουλγαρομπλάτσι, Вулгароблаци) е село в Гърция, дем Костур, област Западна Македония.

## География
Селото отстои на 15 km северно от демовия център Костур, в областта Пополе в малка котловина в южните разклонения на планината Вич (Вици). На 5 km на запад е село Вишени (Висиния), на 4 km на юг – Черешница (Поликерасо), а на 7 km на изток – Прекопана (Перикопи). На няколко километра над Блаца е разположен ски центърът Вич. В селото има малък хотел и хижа.

## История

### В Османската империя
Според Тодор Симовски селото първоначално е било разположено по-високо в планината и жителите му се занимавали изключително със скотовъдство. По-късно се преселили в Милеви ливади, откъдето поради силните ветрове се преместили на сегашното място. Първоначално селото е колибарско.
През 1710 година е построена гробищната църква „Свети Николай“, чиито останки могат да се видят. През 1769 година селото е нападнато от албански разбойници, след което започва постепенното разселване на жителите му в Северна Македония. През 1885 година е осветена новата църква „Св. св. Константин и Елена“.
В края на XIX век Българска Блаца е чисто българско село. Александър Синве („Les Grecs de l’Empire Ottoman. Etude Statistique et Ethnographique“), който се основава на гръцки данни, в 1878 година пише, че във Влачи (Vlatchi) живеят 600 гърци. В „Етнография на вилаетите Адрианопол, Монастир и Салоника“, издадена в Константинопол в 1878 година и отразяваща статистиката на населението от 1873 година Блаца (Blatza) е посочено като село в Костурска каза със 160 домакинства и 470 жители българи. Според Марко Цепенков в 1898 година
| „ | Селото Блаца (Костурско) населено йе от 100 кукьи чисти бугари. | “ |

Според статистиката на Васил Кънчов („Македония. Етнография и статистика“) в 1900 година Бугарско Блаца има 555 жители българи християни.
Между 1896 – 1900 година селото преминава под върховенството на Българската екзархия.
На Етнографската карта на Битолския вилает на Картографския институт в София от 1901 година Блаца е чисто българско село в Костурската каза на Корчанския санджак с 95 къщи.
Според сведение на ръководителите на Илинденско-Преображенското въстание в Костурско Васил Чекаларов, Лазар Поптрайков, Пандо Кляшев, Манол Розов и Михаил Розов, изпратено до всички чуждестранни консулства в Битоля на 30 август 1903 година в Българска Блаца от 100 къщи остават само 18 неизгорени и са убити Трифунка Гьовева (49 години), Иван Чекамдонов (63), Илия Стумбов (38), Вангел Чамнов (17), Теодоси Тишмиров (62), Пандо Пишмиров (45), Пандо Голичев (60), Михаил Бошев (79), Петър Цалов (53), Нунта Томева (50), Насо Кириев (11), Спасе Колита (60), Стерио Накев (12) и са ранени Димитър и Доста П. Според друг източник са изгорени 70 от 96 къщи. От селото участници в Илинденското въстание са 27 души, от които са убити Илко Вангелов и Пандо Николов.
През ноември 1903 година българският владика Григорий Пелагонийски, придружаван от Наум Темчев, Търпо Поповски и председателя на Костурската българска община Григорий Бейдов, пристигат във Вишени и раздават помощи на пострадалото при потушаването на Илинденското въстание население от Вишени, Българска Блаца и Кондороби.
Никакъ не се надѣвахме, г-не, че тоя день селото ни ще бѫде нападнато. Ние мпслѣхме, че сме спасени. Нѣкои четници, които се връщаха отъ мънастиря св. Врачь, останаха въ селото да си взематъ провизии. Нъ ето че се слушатъ отъ далечь гърмежи. Селото ни е ръзположеио, като въ едипъ видъ дупка, та не можахме да узнаемъ отъ кѫдѣ иде потера. Гърмежитѣ зеха да ставатъ по чести и по ясни. Четницитѣ напуснаха селото и се изкачиха къмъ Вичь. Многобройни войски отъ къмъ Вишени се явиха прѣдъ селото. Населението се отегли въ мѣстностьта Ридъ. Едни войски влѣзоха въ селото и го подпалиха, а други се спуснаха да дирятъ комити пзъ планината. Тѣ откриха и мѣстото Ридъ, дѣто се бѣха скрили жени и дѣца отъ Блаца и Черѣшница. Появянието на войскитѣ всѣ ужась въ населението. Всички се разбѣгаха и кой, както можеше, дирѣше да се спаси. Войскитѣ убиха 11 души, между които едно дѣте и двѣ жени. Тежко раниха други двѣ жени и едно дѣте, които още се лѣкуватъ. Слѣдъ това откараха само женитѣ и ги държаха до пладне на другия день, като имъ ограбиха всичко, каквото се намѣрп върху тѣхъ. Сѫщиятъ день, 23 авг., войскитѣ заминаха прѣзъ Вишенскитѣ планини за селото Дрѣновени. Ние се завърнахме въ селото, което още горѣше. То цѣлото броеше 96 кѫщи. Изгорени бѣха само 70.
В началото на XX век според гръцка статистика селото има 50 екзархийски семейства и 30 патриаршистки, но по-късно всички жителите на Блаца са под върховенството на Българската екзархия. По данни на секретаря на екзархията Димитър Мишев („La Macédoine et sa Population Chrétienne“) в 1905 година в Булгарско Блаца има 760 българи екзархисти и функционира българско училище. Селото не се отказва от Екзархията до влизането си в Гърция след Балканската война.
Гръцка статистика от 1905 година представя селото като чисто българско с 650 жители. В 1905 година селото пострадва от гръцки андартски нападения. Свещеник в селото към 1906 – 1907 година е Костадин Попкузов. Според Георги Константинов Бистрицки Българска Блаца преди Балканската война има 140 български къщи.
При избухването на Балканската война в 1912 година четирима души от Българска Блаца са доброволци в Македоно-одринското опълчение на Българската армия.
На етническата карта на Костурското братство в София от 1940 година, към 1912 година Блаца е обозначено като българско селище.

### В Гърция
През войната селото е окупирано от гръцки части и след Междусъюзническата война остава в Гърция. Селяните се занимават със скотовъдство, отглеждане на картофи и експлоатация на горите.
Боривое Милоевич пише в 1921 година („Южна Македония“), че Блаца има 55 къщи славяни християни.
През 1927 година селото е прекръстено на Оксия. В 1928 година в селото има 1 семейство с 6 души гърци бежанци от Турция или според други данни 3 души. Между 1914 и 1919 година 35 души от Българско Блаца подават официално документи за емиграция в България, а след 1919 – 28. Емиграцията между двете световни войни е значително по-голяма от официалните данни. В 1932 година се регистрирани 48 българофонски семейства, всички с изявено „славянско съзнание“.
През Втората световна война в Българска Блаца е създадено подразделение на Централния македонобългарски комитет, както и чета на българската паравоенна организация Охрана. В 1945 година в селото има 245 българофони, всички с „негръцко национално съзнание“.
По време на Гръцката гражданска война селото пострадва силно – 173 души от селото се изселват в социалистическите страни. След войната започва масова емиграция отвъд океана в Австралия, САЩ и Канада.
| Име     | Име     | Ново име       | Ново име       | Описание                                                            |
| ------- | ------- | -------------- | -------------- | ------------------------------------------------------------------- |
| Рипарто | Ριπάρτο | Авго           | Αὐγό           | връх във Вич (1255 m), ЮЗ от Българска Блаца                        |
| Люта    | Λιούτα  | Просилио       | Προσήλιο       | местност Ю от Българска Блаца, в Ю подножие на връх Чуките (1401 m) |
| Ветрила | Βέτριλα | Анемодарто     | Ἀνεμόδαρτο     | връх във Вич (1401 m), И от Българска Блаца                         |
| Голина  | Γκολίνα | Фалакро        | Φαλακρὸ        | връх във Вич (1861 m), СИ от Българска Блаца                        |
| Ондреци | Ὀντρέσι | Агия Параскеви | Αγία Παρασκευή | връх във Вич (1653 m), СИ от Българска Блаца                        |

| Година    | 1913 | 1920 | 1928 | 1940 | 1951 | 1961 | 1971 | 1981 | 1991 | 2001 | 2011 | 2021 |
| --------- | ---- | ---- | ---- | ---- | ---- | ---- | ---- | ---- | ---- | ---- | ---- | ---- |
| Население | 424  | 264  | 218  | 277  | 122  | 161  | 121  | 79   | 166  | 69   | 41   | 59   |

## Личности
Родени в Българска Блаца
- Анастас Манолов (1890 – ?), македоно-одрински опълченец, Първа рота на Шеста охридска дружина[30]
- Анастас Попманолов (Атанас), македоно-одрински опълченец, Първа рота на Шеста охридска дружина[31]
- Атанас Шапарданов (? – 1901), български революционер и просветен деец
- Васил Динов (1866 – ?), български лекар и общественик
- Васил Константинов (? - 1903), български просветен деец и духовник
- Григор Василев Чакалов (1882 – след 1943), бългрски революционер
- Димитър Щерев (1875 - ?), участник в Илинденско-Преображенското въстание в Одринско с четата на Кръстьо Българията[32]
- Катерина Василева Костандова (1900 - ?), българска народна певица, емигрира в Свободна България, от нея проф. Николай Кауфман записва в 1955 година песен, изпълнявана в Костурско[33]
- Константин Дамянов (1850 – 1927), български просветен деец
- Коста Василев (1880 – ?), български революционер
- Кузман Анастасов (Атанасов), македоно-одрински опълченец, 28-годишен, I клас, Втора рота на Девета велешка дружина, носител на орден „За храброст“[34]
- Кузман Шапарданов (1849 – 1893), български просветен деец
- Кузо Попдинов (Кузо Блацки) (1875 – 1907), български революционер
- Манол Алаинов (1868 – след 1943), български революционер
- Насе Катин, български революционер, подвойвода на Дзоле Стойчев
- Пантелей Сеферов (1891 – 1977), български художник, македоно-одрински опълченец
- Павел Симеонов (1839 – 1927), български духовник, станал по-късно гръцки владика
- Сребрен Дамянов Василев (1890 – 1974), македоно-одрински опълченец
- Стефан Николов Поборника (1860 – 1952), кмет на град Фердинанд
- Тома Шапарданов (1885 – 1938), български просветен деец
- Христо Георгиев, български съдия[35]
- Христо Наков, български революционер